# Protostomia
I Protostomi costituiscono un vastissimo ed eterogeneo raggruppamento animale. Da un punto di vista sistematico sono considerati da alcuni autori un ramo e da altri un superphylum dei Bilateria.

## Descrizione
La caratteristica comune più rilevante di questo raggruppamento consiste nell'omologia fra il blastoporo e la regione boccale dell'embrione. Ciò significa che il blastoporo formatosi dalla gastrulazione genera nelle fasi successive dell'accrescimento direttamente la bocca, mentre negli animali deuterostomi (echinodermi e cordati) corrisponde alla regione anale.
La metameria, quando presente, è quasi completa e riguarda quasi tutti i sistemi organici. Il sistema nervoso è tipicamente gangliare, costituito da gangli cefalici sopraintestinali e catena nervosa gangliare sottointestinale. Per questa ragione sono detti anche gastroneurali. La circolazione del sangue avviene tipicamente in senso cefalo-caudale nei vasi ventrali e in senso caudo-cefalico nel vaso dorsale. Non esiste mai dermascheletro di origine mesodermica.
Lo sviluppo embrionale avviene attraverso segmentazione determinativa, primariamente spirale. Il mesoderma si origina da una sola cellula iniziale, segregatasi durante la segmentazione dell'uovo. Il celoma si forma per fissurazione entro la massa delle cellule del mesoderma (schizocelia). Stadi larvali tipici sono la trocofora o forme trocoforo-simili, a “trottola” cigliata.
Phyla tipici e maggiormente ricchi di specie sono gli Anellidi e gli Artropodi. 

## Classificazione
Nel gruppo o superphylum dei Protostomi è stato proposto in passato un differente tipo di tassonomia con 3 divisioni che raggruppano i phyla in modo controverso, incompleto ed oscuro in alcuni punti, oggi considerato polifiletico ed obsoleto con Acelomati, Pseudocelomati e Celomati; i Phyla, a partire dagli anni ottanta e novanta, vengono invece raggruppati con tre categorizzazioni monofiletiche precise, ma non pienamente classificate, dette cladi Ecdysozoa, Lophotrochozoa e Platyzoa.

### Clado Ecdysozoa
- Phylum Kinorhyncha (Chinorinchi)
- Phylum Priapulida (Priapulidi)
- Phylum Nematoda (Nematodi o Vermi cilindrici)
  - Secernentea o Phasmidia (Fasmidari)
  - Adenophorea o Aphasmidia (Afasmidari)
- Phylum Lobopodia (Lobopodi)
- Phylum Nematomorpha (Nematomorfi)
  - Nectonematoida (Nectonematoidi)
  - Gordioida (Gordioidi)
- Phylum Loricifera (Loriciferi)
- Phylum Arthropoda (Artropodi)
  - Subphylum Trilobitomorpha (Trilobiti) †
  - Subphylum Chelicerata (Chelicerati)Sericosura verenae, un picnogonide
    - Merostomata (Merostomi)
    - Pycnogonida (Picnogonidi)
    - Arachnida (Aracnidi)

  - Subphylum Myriapoda (Miriapodi)
    - Diplopoda (Diplopodi)
    - Chilopoda (Chilopodi)
    - Symphyla (Sinfili)
    - Pauropoda (Pauropodi)

  - Subphylum Hexapoda (Esapodi)
    - Entognatha (Entognati)
      - Collembola (Collemboli)
      - Protura (Proturi)
      - Diplura (Dipluri)

    - Insecta (Insetti)

  - Subphylum Crustacea (Crostacei)
    - Branchiopoda (Branchiopodi)
    - Remipedia (Remipedi)
    - Cephalocarida (Cefalocaridi)
    - Maxillopoda (Maxillopodi)
    - Ostracoda (Ostracodi)
    - Malacostraca (Malacostraci)
- Phylum Tardigrada (Tardigradi)

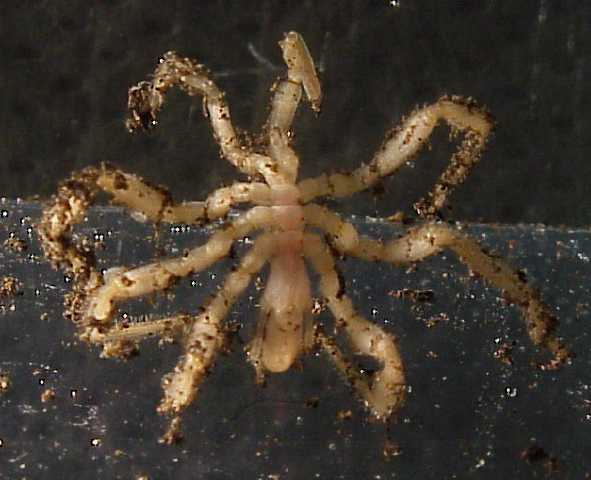
Sericosura verenae, un picnogonide

  - Heterotardigrada (Heterotardigradi)
  - Mesotardigrada (Mesotardigradi)
  - Eutardigrada (Eutardigradi)
- Phylum Onychophora (Onicofori)

### Clado Spiralia
- Phylum Chaetognatha (Chetognathi)

#### Clado Lophotrochozoa
- Phylum Nemertea o Rhynchocoela (Nemertini o Nemertei o Rincoceli)
- Phylum Entoprocta o Kamptozoa (Endoprocti o Endoprotti o Camptozoi)
- Phylum Mollusca (Molluschi)
  - Subphylum Aculifera (Aculiferi)
    - Polyplacophora (Poliplacofori)
    - Caudofoveata (Caudofoveati)
    - Solenogastres (Solenogastri)

  - Subphylum Conchifera (Conchiferi)
    - Monoplacophora (Monoplacofori)
    - Gastropoda (Gasteropodi)
    - Bivalvia (Bivalvi)
    - Scaphopoda (Scafopodi)
    - Cephalopoda (Cefalopodi)
    - Rostroconchia (Rostroconchi) †
    - Helcionelloida (Helcionelloidi) †
    - Tentaculita (Tentaculiti) †
- Phylum Annelida (Anellidi o Vermi Metamerici)
  - Polychaeta (Policheti)
  - Clitellata (Clitellati)
- Phylum Echiura (Echiuridi o Echiuridei)
- Phylum Sipuncula (Sipunculidi)
- Phylum Bryozoa o Ectoprocta (Briozoi o Ectoprocti)
  - Stenolaemata (Stenolaemati)
  - Gymnolaemata (Gymnolaemati)
  - Phylactolaemata (Phylactolaemati)
- Phylum Phoronida (Foronidei)
- Phylum Brachiopoda (Brachiopodi)
  - Articulata (Articulati)
  - Inarticulata (Inarticulati)
- Phylum Hyolitha (Ioliti) †

#### Clado Platyzoa

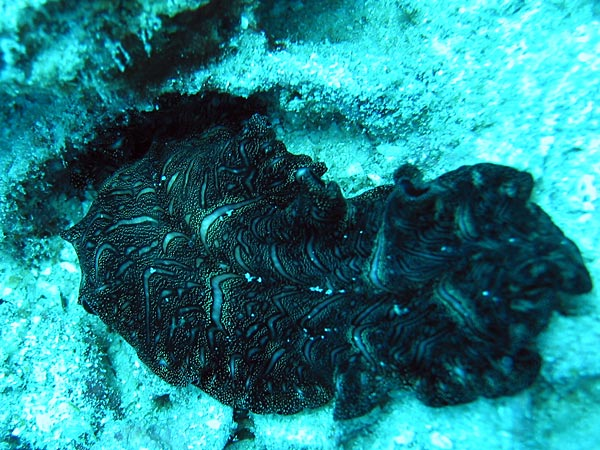
Un platelminte turbellario

- Phylum Platyhelminthes (Platelminti o Vermi piatti):
  - Turbellaria (Turbellari)
  - Monogenea (Monogenei)
  - Trematoda (Trematodi)
  - Cestoda (Cestodi o Cestoidei)
- Phylum Gastrotricha (Gastrotrichi)
- Phylum Rotifera (Rotiferi)
  - Seisonoidea (Seisonoidi)
  - Bdelloidea (Bdelloidi)
  - Monogononta (Monogononti)
- Phylum Acanthocephala (Acantocefali)
  - Archiacanthocephala (Archiacanthocefali)
  - Palaeacanthocephala (Palaeacanthocefali)
  - Eoacanthocephala (Eoacanthocefali)
- Phylum Gnathostomulida (Gnatostomulidi)

### Non assegnato
- Phylum Pentastomida (Pentastomidi o Linguatulidi)